# Élections générales britanniques de 1955
Les élections générales britanniques de 1955 se sont déroulées le 26 mai. Malgré la réforme des circonscriptions et l’ajout de cinq sièges supplémentaires, la composition de la Chambre des communes n’en est guère modifiée par rapport à 1951 : moins de vingt-cinq sièges changent de mains. Les conservateurs accroissent légèrement leur avance sur les travaillistes, victimes des dissensions internes entre bevanistes et gaitskellistes.
Il s'agit également des premières élections sous le règne d'Élisabeth II.

## Système électoral

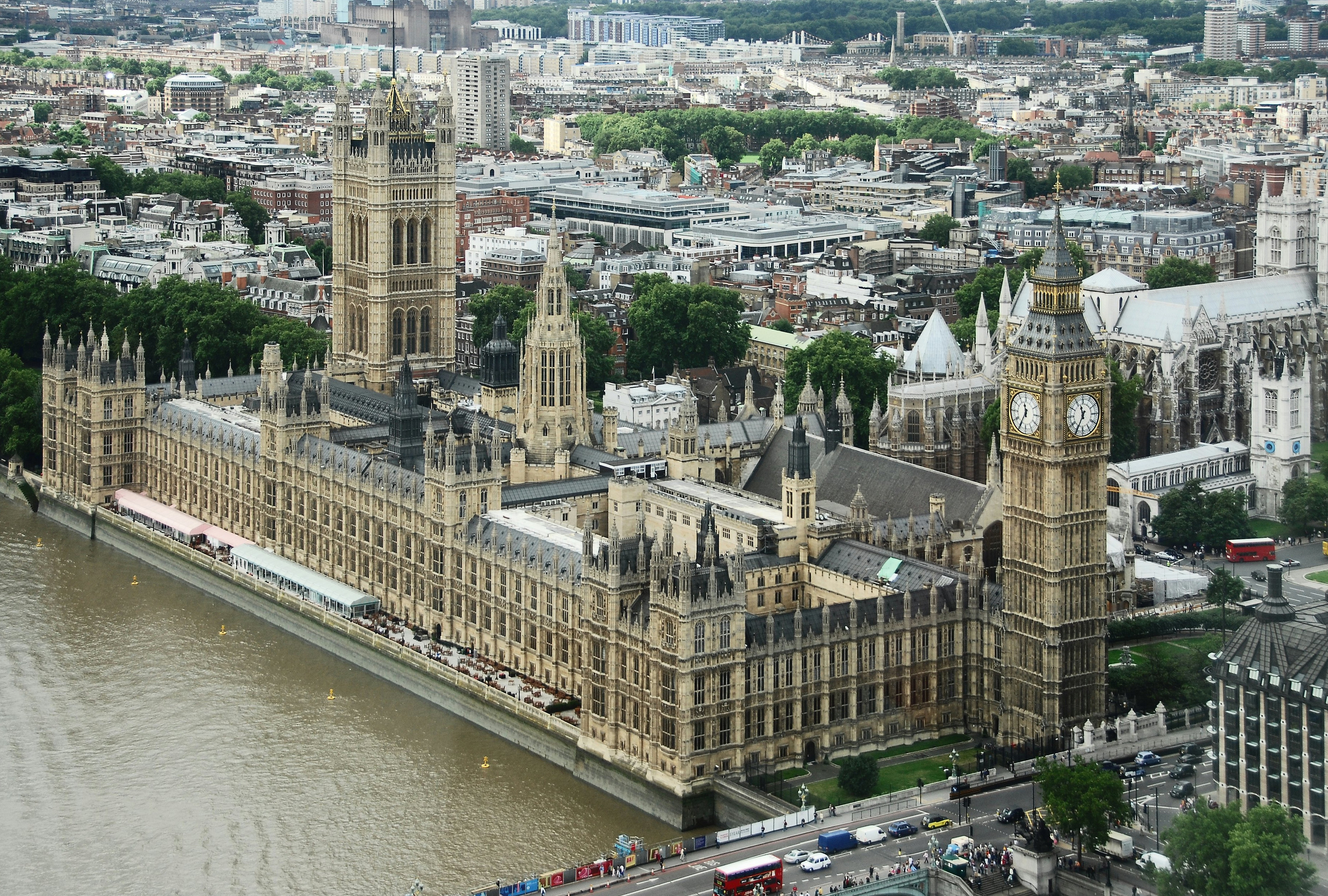
Le palais de Westminster à Londres, siège de la Chambre des communes.

### Modalités
La Chambre des communes est la chambre basse du Parlement bicaméral du Royaume-Uni. Elle est dotée de 630 sièges pourvus pour cinq ans au scrutin uninominal majoritaire à un tour dans autant de circonscriptions. Sur ces 630 sièges, 511 représentent l'Angleterre, 71 l’Écosse, 36 le pays de Galles et 12 l'Irlande du Nord. Dans chaque circonscription, le candidat ayant recueilli le plus de suffrages est élu.
Les élections interviennent un an après la première revue périodique des circonscriptions électorales, en 1954. Elles voient la création de cinq nouvelles circonscriptions, toutes situées en Angleterre, ainsi que la modification de plus d’une centaine d’autres.

## Sondages

Intentions de votes

## Résultats

### Au niveau national
|                          |                                |            |       |               |        |               |  |  |  |
| Parti                    | Parti                          | Votes      | %     | +/-           | Sièges | +/-           |  |  |  |
|                          | Parti conservateur             | 13 310 891 | 49,74 | 1,77          | 345    | 24            |  |  |  |
|                          | Parti travailliste             | 12 405 254 | 46,36 | 2,42          | 277    | 18            |  |  |  |
|                          | Parti libéral                  | 722 402    | 2,70  | 0,15          | 6      | en stagnation |  |  |  |
|                          | Sinn Féin                      | 152 310    | 0,57  | Nv            | 2      | 2             |  |  |  |
|                          | Plaid Cymru                    | 45 119     | 0,17  | 0,13          | 0      | en stagnation |  |  |  |
|                          | Parti communiste               | 33 144     | 0,12  | 0,05          | 0      | en stagnation |  |  |  |
|                          | Parti travailliste d'Irlande   | 16 050     | 0,06  | 0,06          | 0      | 1             |  |  |  |
|                          | Travaillistes indépendants     | 15 322     | 0,06  | Nv            | 0      | en stagnation |  |  |  |
|                          | Parti national écossais        | 12 112     | 0,04  | 0,02          | 0      | en stagnation |  |  |  |
|                          | Parti travailliste indépendant | 3 334      | 0,01  | en stagnation | 0      | en stagnation |  |  |  |
|                          | Indépendants                   | 43 791     | 0,16  | 0,09          | 0      | en stagnation |  |  |  |
|                          |                                |            |       |               |        |               |  |  |  |
| Votes valides            | Votes valides                  | 26 759 729 | 99,98 |               |        |               |  |  |  |
| Votes blancs et nuls     | Votes blancs et nuls           | 5 296      | 0,02  |               |        |               |  |  |  |
| Total                    | Total                          | 26 765 025 | 100   | –             | 630    | 5             |  |  |  |
| Abstentions              | Abstentions                    | 8 087 154  | 23,20 |               |        |               |  |  |  |
| Inscrits / participation | Inscrits / participation       | 34 852 179 | 76,80 |               |        |               |  |  |  |

## Analyse
Pour la première fois depuis les élections générales de 1865, le parti au pouvoir parvient à gagner des sièges par rapport à l'élection précédente.
Malgré la victoire, le nombre de voix des conservateurs diminue, même si la baisse de la participation a contribué mécaniquement à cette baisse. L'abstention s'explique en partie par le manque d'intérêt pour la campagne électorale mais aussi par le fait que les conservateurs et les travaillistes ont présenté des programmes très similaires, y compris sur les questions économiques. Tous les principaux partis, y compris le Parti libéral, ont perdu des voix au profit d'autres partis, même si aucun d'entre eux n'a obtenu d'élus, hormis le Sinn Féin en Irlande du Nord. Les travaillistes ont surtout perdu des voix dans les Midlands et au pays de Galles, le parti local Plaid Cymru augmentant fortement son nombre de voix mais sans obtenir d'élu. Ils ont également été desservis par la grève des dockers et la menace d'une grève dans les chemins de fer. Une grève des mécaniciens de la presse a également empêché la parution des journaux pendant plusieurs jours.